# Bahnhof Klingenthal
Der Bahnhof Klingenthal ist der heute zum Haltepunkt zurückgestufte ehemalige Bahnhof der gleichnamigen Stadt in Sachsen. Bedeutung hatte der Bahnhof bis 1946 als Grenzbahnhof sowie von 1916 bis 1964 als Ausgangspunkt der Schmalspurbahn Klingenthal–Sachsenberg-Georgenthal.

## Geschichte
Klingenthal erhielt mit der am 24. Dezember 1875 eröffneten Zweigstrecke Zwota–Klingenthal der Chemnitz-Aue-Adorfer Eisenbahn-Gesellschaft einen Eisenbahnanschluss. Zwar war ein Grenzbahnhof zur Buschtěhrader Eisenbahn (B.E.B.), die ihrerseits ihre Strecke Falkenau–Unter-Graslitz am 1. Juni 1876 eröffnete, geplant, da man sich aber nicht auf einen gemeinsamen Standort für den Grenzbahnhof einigen konnte, wurde dieses Vorhaben vorerst nicht umgesetzt. Der bestehende Bahnhofskopf wurde Ende der 1870er Jahre nochmals erweitert, 1882 wurde das Empfangsgebäude noch um einen Anbau erweitert.

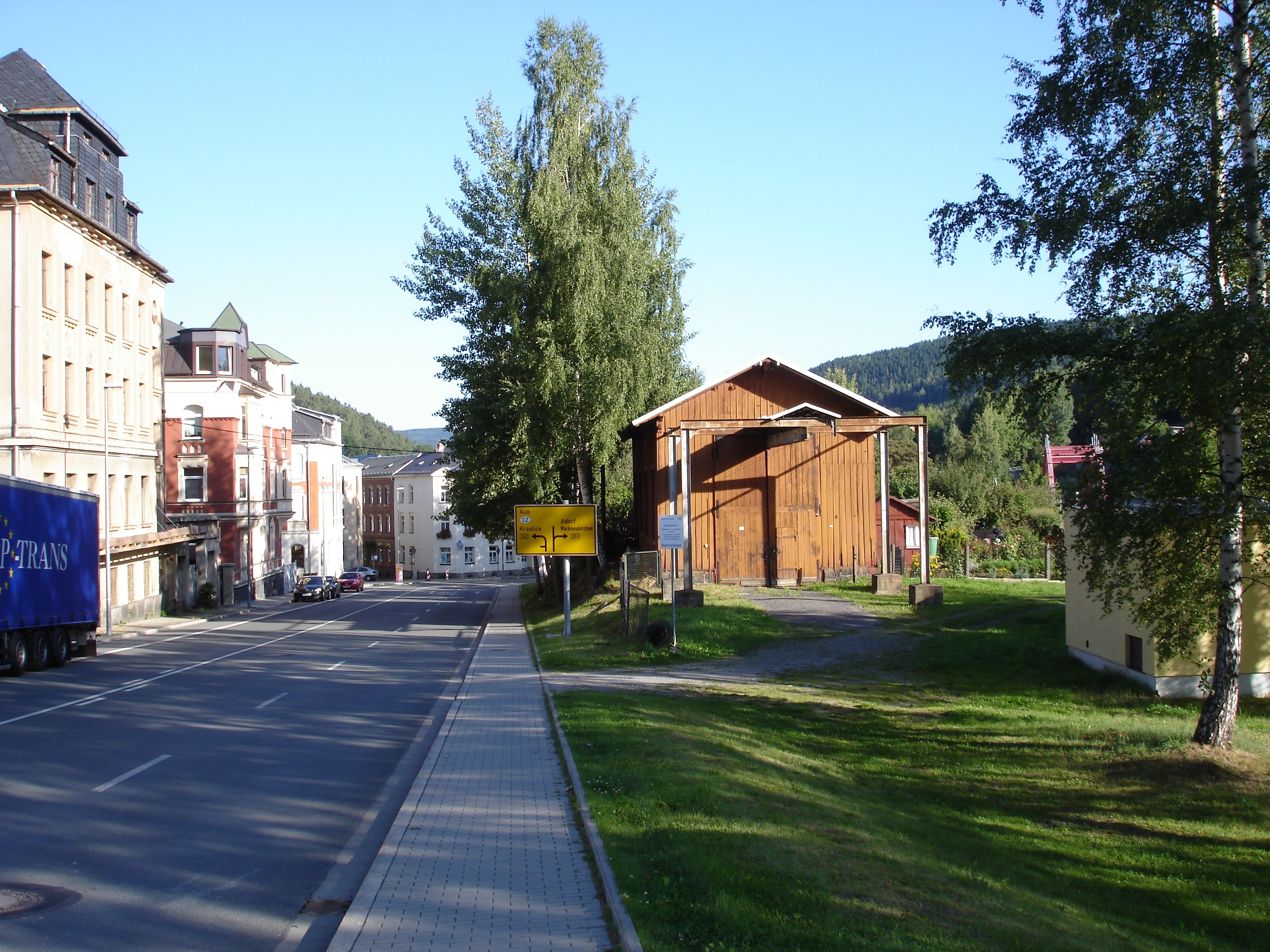
Heizhaus der Buschtěhrader Eisenbahn (2008)

Erst am 5. Mai 1884 schloss man einen Vertrag über den Standort für den Grenzbahnhof ab. Die Baukosten für den Bahnhof wurden anteilig übernommen, die noch fehlenden sieben Kilometer Strecke zwischen Unter-Graslitz und Klingenthal zum großen Teil von der B.E.B. errichtet, nur der etwa 800 m langen Abschnitt auf sächsischer Seite wurde von den Königlich Sächsischen Staatseisenbahnen gebaut. Die Bauarbeiten für den eigentlichen Bahnhof begannen am 11. April 1885. Der neue Bahnhof wurde am 1. Oktober 1886 zusammen mit der neugebauten Strecke eröffnet. Die Besitz- und Betriebsverhältnisse des Gemeinschaftsbahnhof waren im 1884 abgeschlossenen Vertrag genau geregelt, so besaß jede Bahnverwaltung ihre eigenen Güterverkehrsanlagen, Lokbehandlungsanlagen und Heizhäuser. Nur wenige Gleise, das großzügige, 120 Meter lange Empfangsgebäude und die Bahnsteige wurden gemeinschaftlich genutzt.
Nach der Eröffnung der Bahnstrecke Falkenstein–Muldenberg stiegen die Transportleistungen wesentlich, daher wurden 1892 die Gleisanlagen erweitert und ein neuer Zwischenbahnsteig gebaut.
Mit dem Bau der 1916 eröffneten Schmalspurbahn Klingenthal–Sachsenberg-Georgenthal wurde Klingenthal zum Spurwechselbahnhof. Auf der Personenseite entstanden drei Gleise und ein Triebwagenschuppen, auf der Güterseite acht Gleise, zwei Rollwagengruben, eine Betriebsmittelüberladerampe und ein Lokschuppen für die Schmalspurbahn. Zur Stromversorgung wurde am östlichen Bahnhofskopf ein Umspannwerk errichtet. Klingenthal erreichte mit 46 Weicheneinheiten und 24 Gleisen für die Normalspur sowie 15 Weicheneinheiten und 12 Gleisen für die Schmalspur seine größte Ausdehnung.
Auch nach der Verstaatlichung der B.E.B. 1923 blieb die doppelte Betriebsführung, nun zwischen den Sächsischen Staatseisenbahnen bzw. der DR und der ČSD bestehen. Erst mit dem Einmarsch ins Sudetenland verlor Klingenthal seinen Status als Grenzbahnhof. Zwar wurde 1945/46 nach dem Zweiten Weltkrieg nochmals kurzzeitig Grenzverkehr durchgeführt, allerdings wurde der Verkehr zur ČSD rasch beendet.

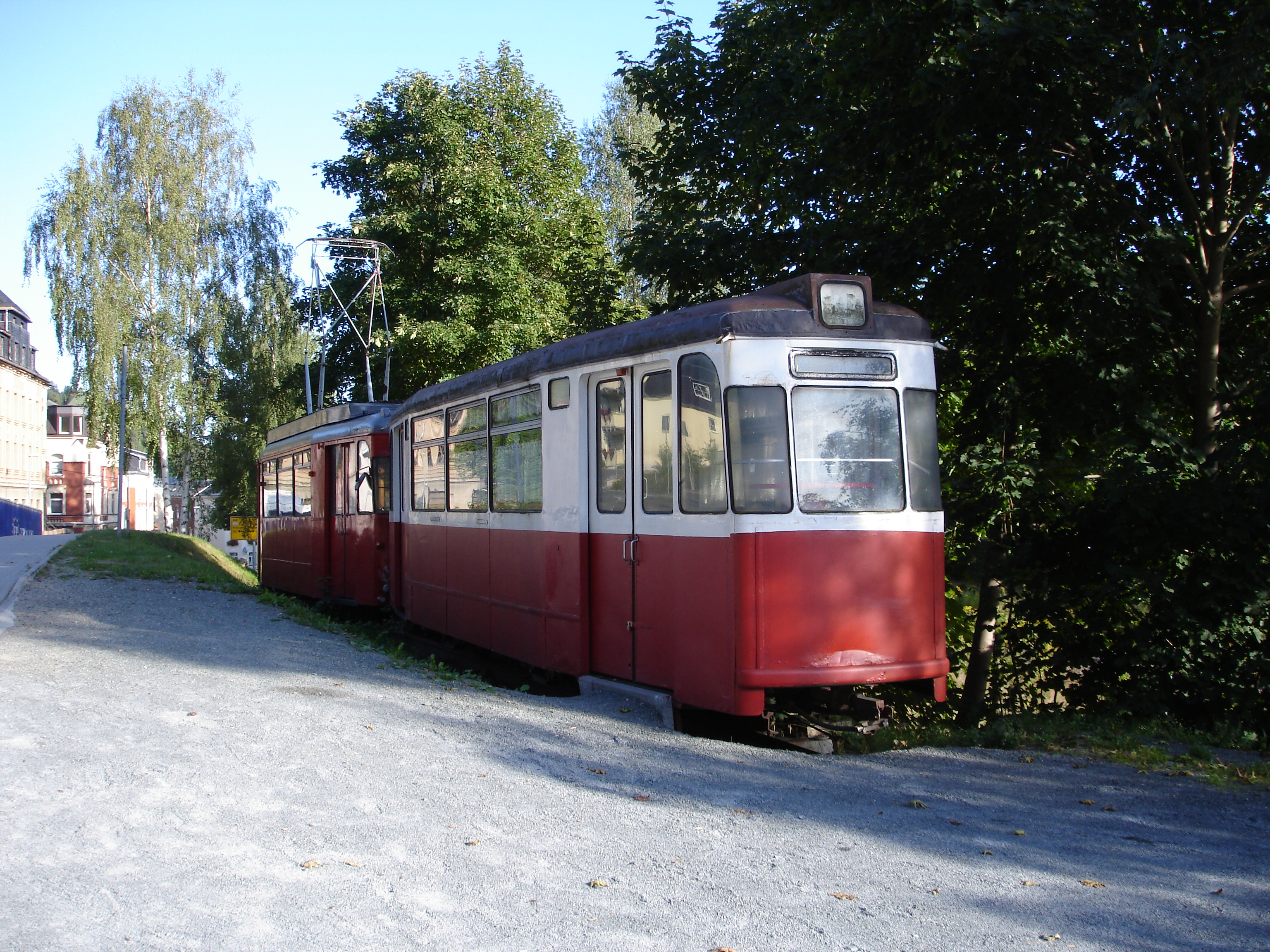
Denkmalszug der Schmalspurbahn auf dem Bahnhofsvorplatz, 2008

Mit der Einstellung des Personenverkehrs auf der Schmalspurbahn verlor der Bahnhof Klingenthal 1964 weiter an Verkehrsbedeutung. An die Schmalspurbahn erinnerte bis 2017 ein Denkmalszug auf dem Bahnhofsvorplatz. 1976 wurde die Brücke über die F 283 und die Zwota am östlichen Bahnhofskopf abgerissen.
Ende der 1990er Jahre wurden die Gleisanlagen, die vor der Wende noch aus zwölf Gleisen bestanden, bis auf zwei Gleise und zwei Weichen abgebaut. Seitdem hat Klingenthal nur noch den Status eines Haltepunkts mit Ausweichanschlussstelle.

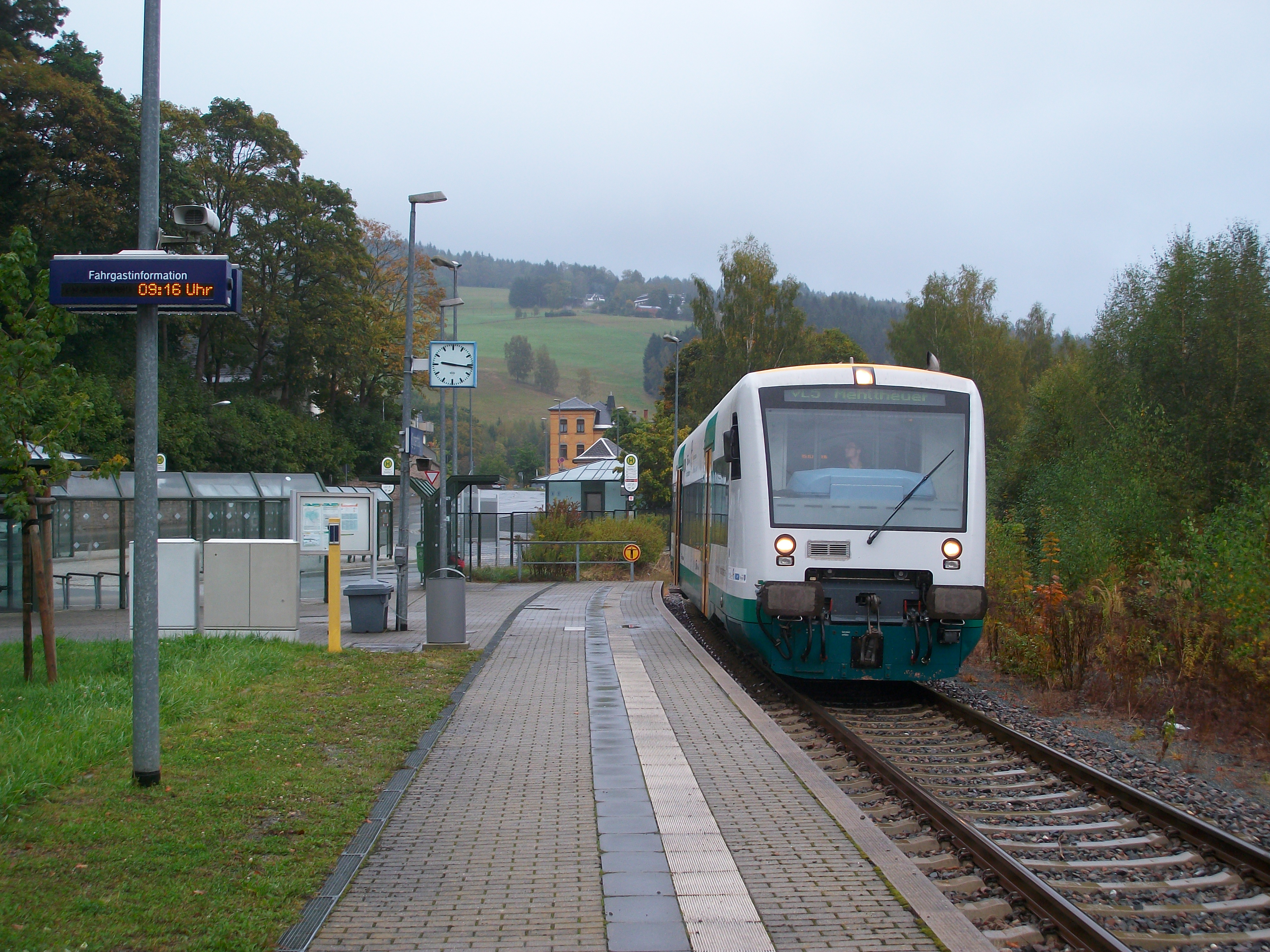
Bahnhof Klingenthal mit Vogtlandbahn (2016)

Seit Mai 2000 wird wieder grenzüberschreitender Verkehr durch die Vogtlandbahn durchgeführt. Die dazu errichtete Behelfsbrücke über die B 283 wurde mittlerweile durch einen Neubau ersetzt.
Nach jahrelangem Leerstand wurde ab September 2011 das Empfangsgebäude abgerissen. Seit 2008 war es in Besitz der Stadt Klingenthal.

## Galerie

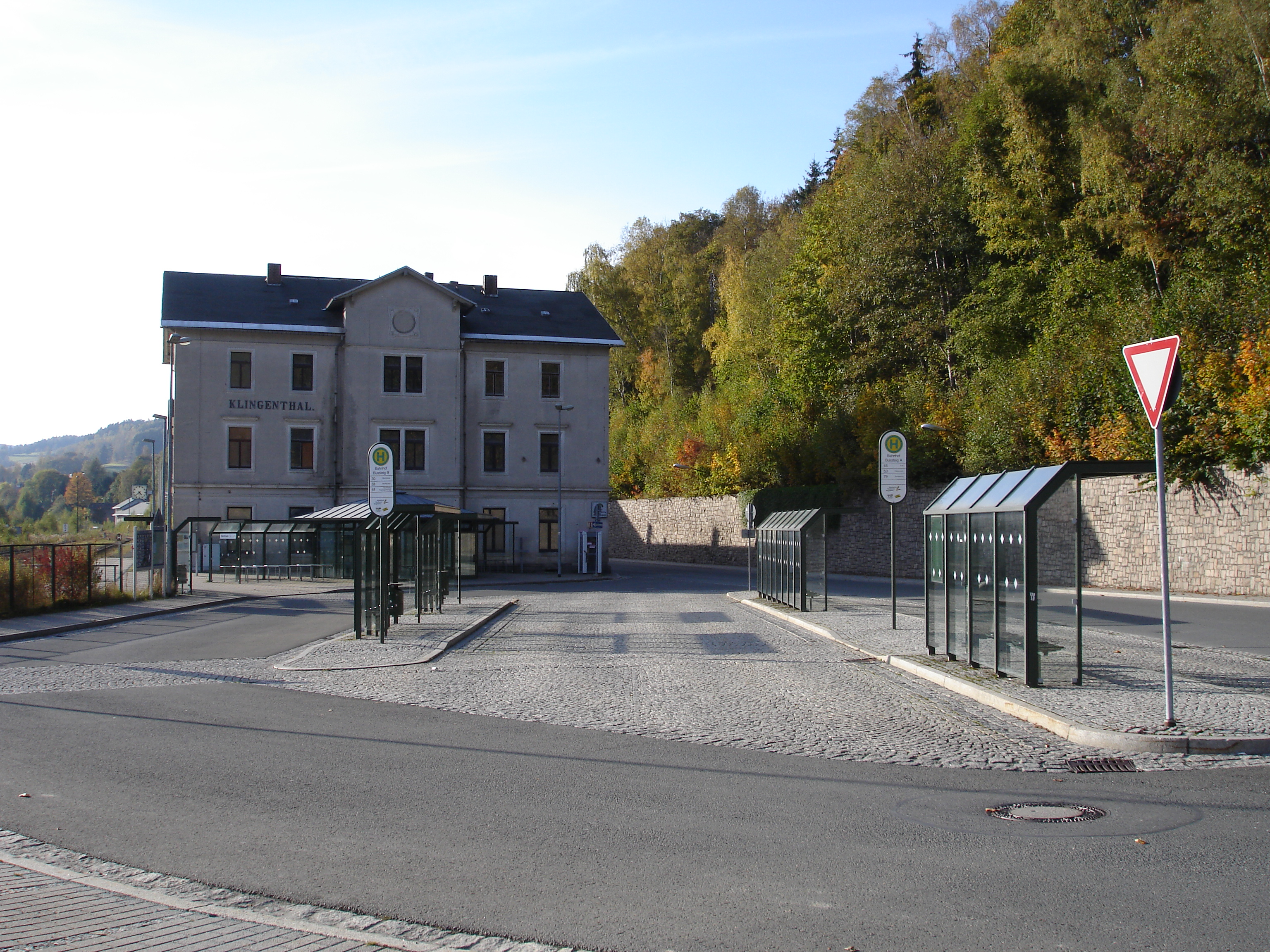
Bahnhof Klingenthal (2009)
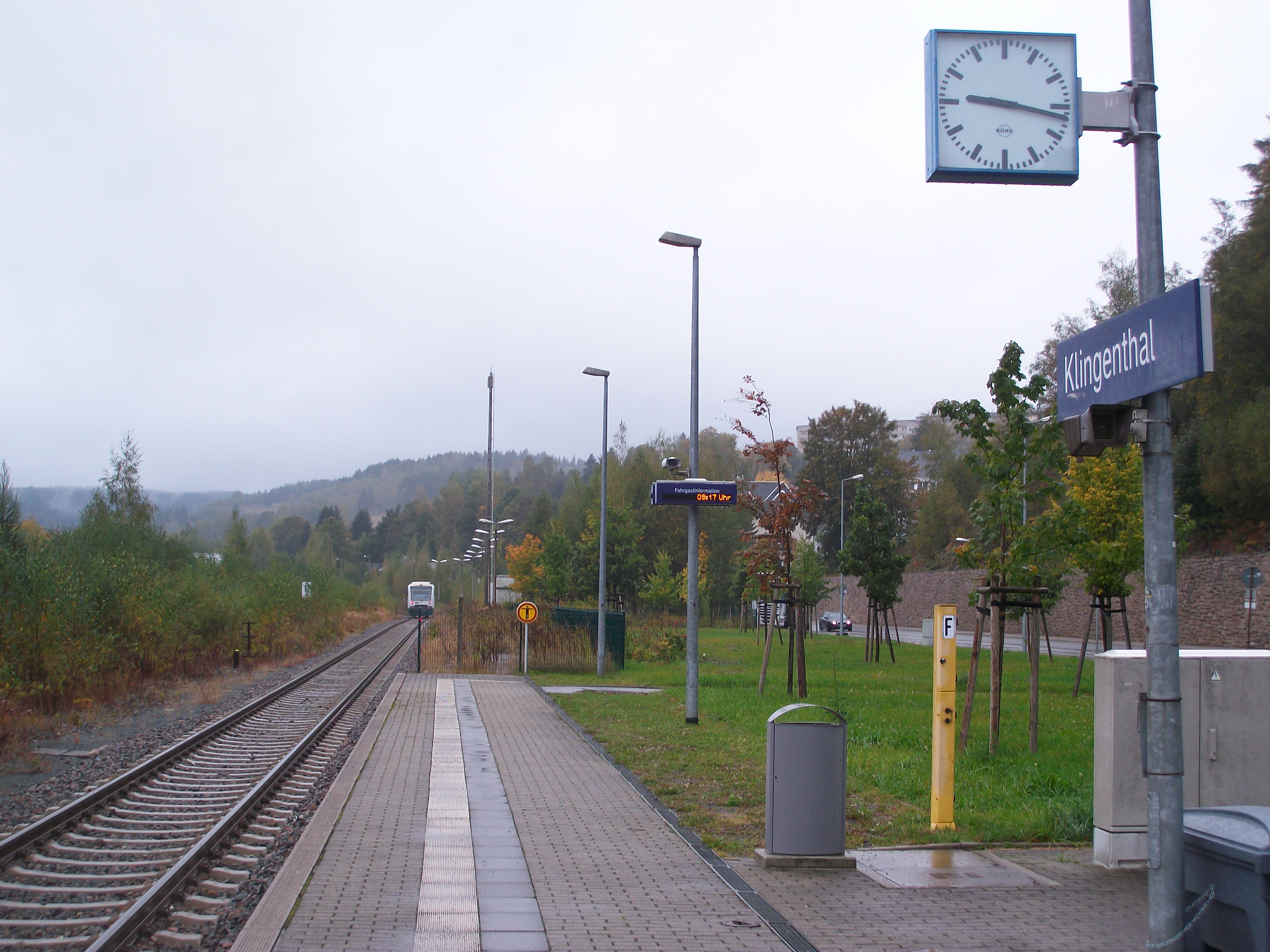
Bahnhof Klingenthal nach Abriss des Empfangsgebäudes (2016)
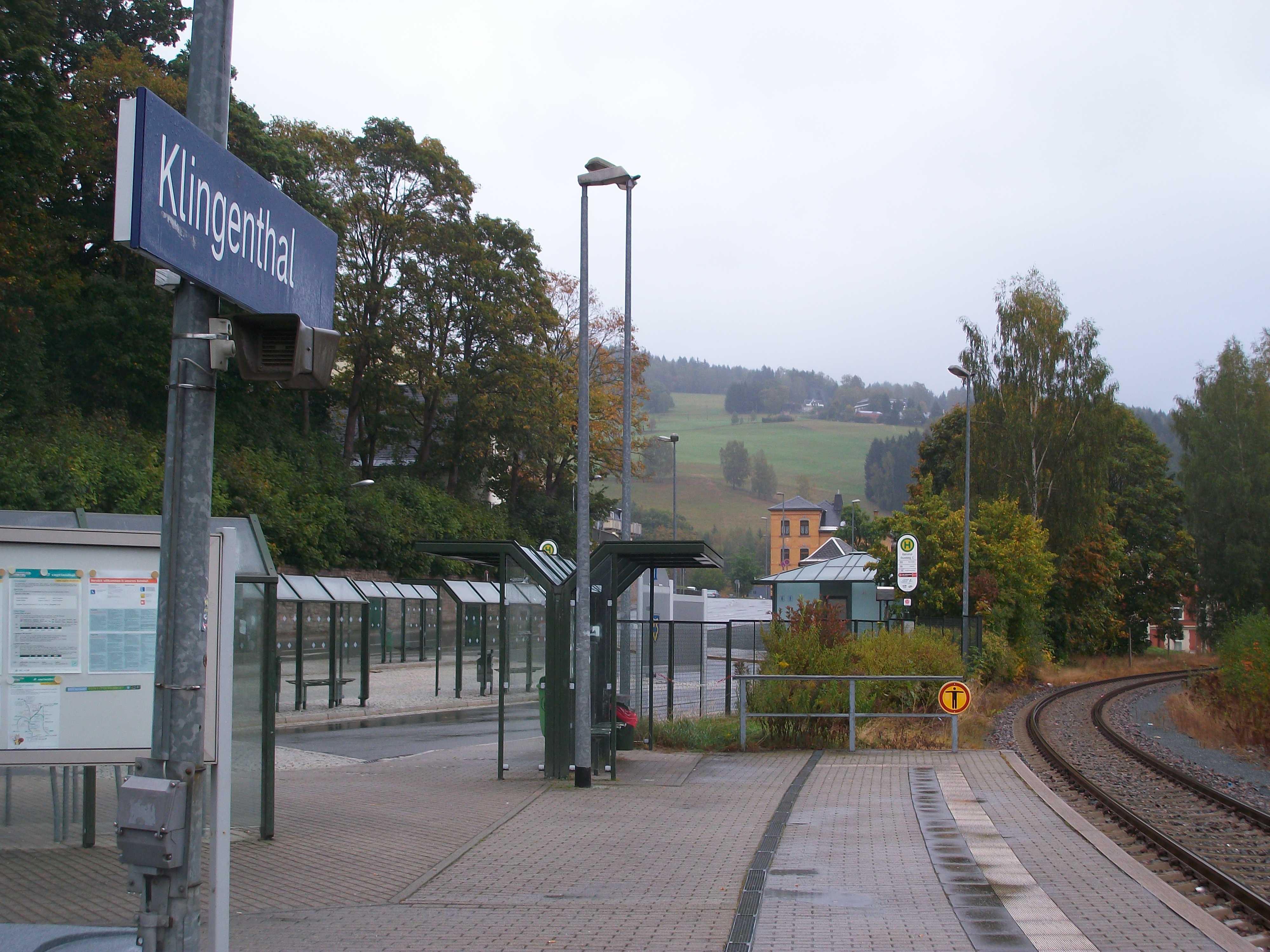
Bahnhof Klingenthal (2016)
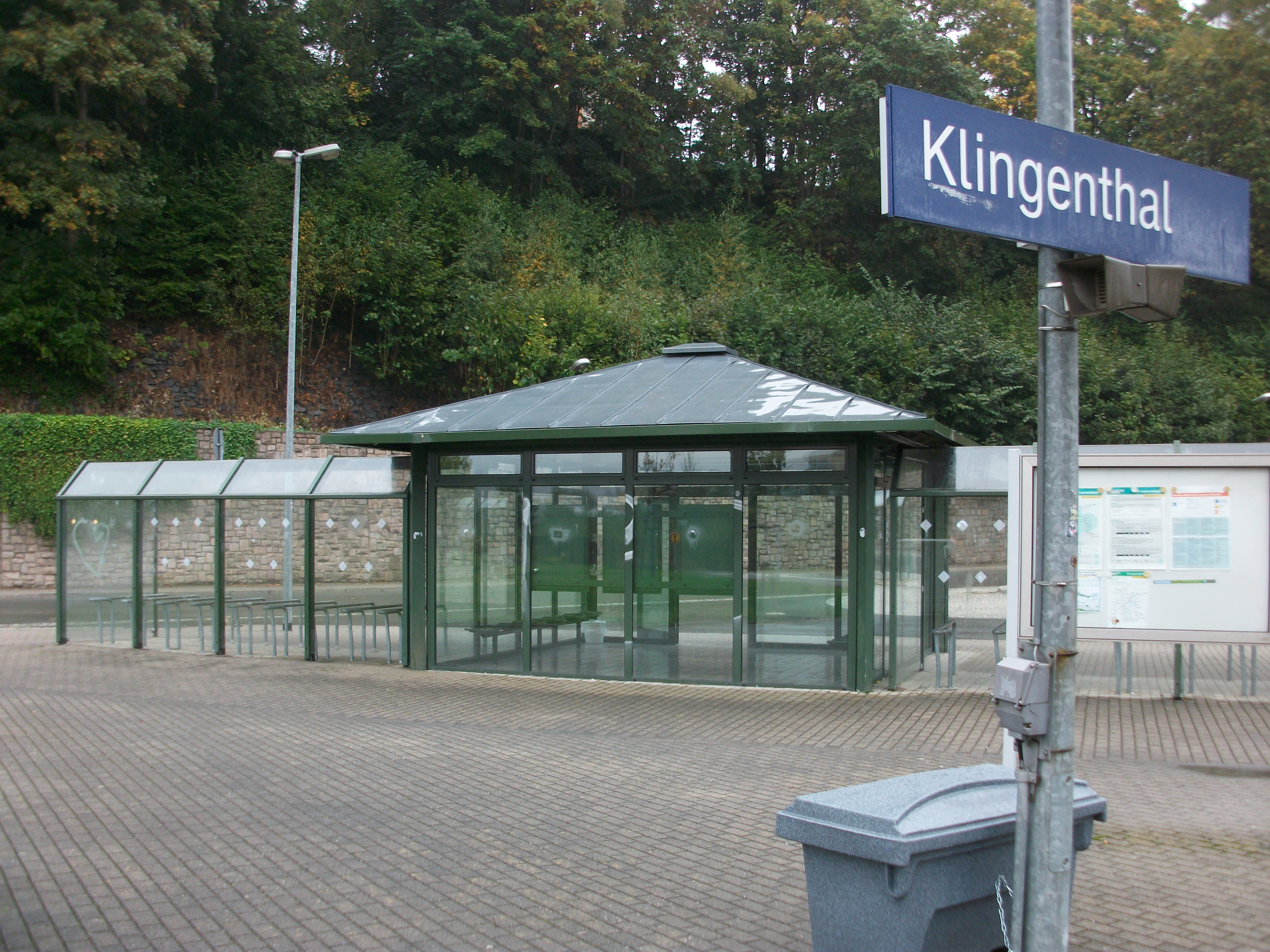
Bahnhof Klingenthal, moderne Wartehalle (2016)